# The Y's
The Y's är ett amerikanskt produktionsteam, bestående av Justin Timberlake, James Fauntleroy II och Rob Knox från The Underdogs.

## Producerad musik (i urval)
- T.I. - "Dead and Gone" (med Justin Timberlake) (Paper Trail)
- Justin Timberlake - "If I" (med T.I.) (demo/ej utgiven)
- Ciara - "Love Sex Magic" (med Justin Timberlake) (Fantasy Ride)
- Ciara - "G is for a Girl (A-Z)" (Fantasy Ride)
- Esmée Denters - "Bigger Than The World" (Outta Here)
- Esmée Denters - "Follow My Lead" (Outta Here)
- Leona Lewis - "Don't Let Me Down" (Echo) samproducerad av Mike Elizondo
- Rihanna - "Cold Case Love" (Rated R)
- Rihanna - "Hole In My Head" (med Justin Timberlake) (Rated R)
- Jamie Foxx - "Winner" (med Justin Timberlake & T.I.)  (Best Night of My Life)
- Jamie Foxx - "Split Personality" (Best Night of My Life)
- Diddy-Dirty Money - "Shades" samproducerad av D'Mile